# فرانسوا موديستو

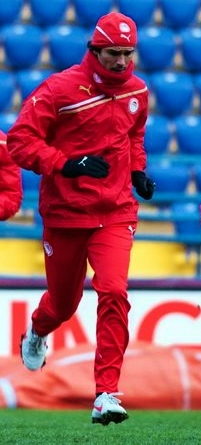

فرانسوا موديستو (بالفرنسية: François Modesto)‏ (مواليد 19 أغسطس 1978 في باستيا - فرنسا) لاعب كرة قدم فرنسي يلعب حاليا لصالح نادي الدرجة الأولى موناكو الفرنسي منذ 2004 في مركز قلب الدفاع . .

## روابط خارجية
- فرانسوا موديستو على موقع الاتحاد الأوربي (الإنجليزية)
- فرانسوا موديستو على موقع رابطة كرة القدم الفرنسية للمحترفين (الإنجليزية)
- فرانسوا موديستو على موقع قاعدة بيانات كرة القدم.إي يو (الإنجليزية)
- فرانسوا موديستو على موقع ليكيب (الفرنسية)
- فرانسوا موديستو على موقع Soccerway.com (الإنجليزية)
- فرانسوا موديستو على موقع عالم كرة القدم.نت (الإنجليزية)
- فرانسوا موديستو على موقع كووورة
- فرانسوا موديستو على موقع AS.com (الإسبانية)